# تجارب غير أخلاقية على البشر
التجارب غير الأخلاقية البشرية هي تجارب على البشر تنتهك مبادئ أخلاقيات الطب. تضمنت هذه الممارسات حرمان المرضى من حق الموافقة المستنيرة، واستخدام أطر علمية زائفة مثل علم الأعراق، وتعذيب الأشخاص تحت ستار البحث. نفذت إمبراطورية اليابان وألمانيا النازية في زمن الحرب العالمية الثانية، تجارب وحشية على السجناء والمدنيين عن طريق مجموعات مثل الوحدة 731 أو أفراد مثل يوزاف منغيله. وضع كود نورمبرغ بعد الحرب ردًا على التجارب النازية. أجرت البلدان تجارب وحشية على السكان المهمشين. وتشمل الأمثلة على هذه التجارب الانتهاكات الأمريكية في أثناء مشروع إم كي ألترا وتجارب توسكيجي للزهري، وإساءة معاملة السكان الأصليين في كندا وأستراليا. يعتبر إعلان هلسنكي، الذي وضعته الجمعية الطبية العالمية (دبليو إم إيه)، على نطاق واسع الوثيقة الأساسية في أخلاقيات البحوث على البشر.

## ألمانيا النازية
أجرت ألمانيا النازية تجارب بشرية على أعداد كبيرة من السجناء (بمن فيهم الأطفال)، كان معظمهم يهودًا من مختلف أنحاء أوروبا، وكان بينهم أيضًا سجناء من الغجر (شعب الرّوما) والسنتي والبولنديين الإثنيين وأسرى الحرب السوفييت والمثليين جنسيًا والمعاقين الألمان، في معسكرات الاعتقال بشكل رئيسي في أوائل الأربعينيات، في أثناء الحرب العالمية الثانية والهولوكوست. أُجبر السجناء على المشاركة؛ لم يتطوعوا برغبتهم ولم تُمنح أي موافقة على الإجراءات. أدت التجارب عادةً إلى الوفاة، أو الرضخ، أو المرض، أو تقصير العمر، أو التشوه أو الإعاقة الدائمة، وبهذا اعتبرت أمثلة على التعذيب الطبي إذ اضطر المشاركون إلى تحمل كمًا هائلًا من الألم.
تعرض السجناء المختارون في أوشفيتز والمعسكرات الألمانية الأخرى، تحت إشراف إدوارد ويرث، لتجارب خطرة مختلفة صُممت لمساعدة العسكريين الألمان في حالات القتال، وتطوير أسلحة جديدة، والمساعدة في علاج العسكريين المصابين، ولتعزيز الفكر العنصري الذي دعمه نظام الرايخ الثالث. أجرى أريبرت هايم تجارب طبية مماثلة في ماوتهاوزن. وعرف كارل فيرنت بإجارائه تجارب على السجناء المثليين في محاولة «لعلاج» المثلية الجنسية.
بعد الحرب، حُوكمت هذه الجرائم في محاكمة عُرفت باسم محاكمة الأطباء. وأدت الانتهاكات المرتكبة إلى وضع كود نورمبرغ لأخلاقيات الطب. حوكم 23 طبيبًا وعالمًا نازيًا في محاكمات نورمبرغ، على المعاملة غير الأخلاقية لسجناء معسكرات الاعتقال، والذين استُخدموا غالبًا كمواضيع لأبحاث ذات عواقب كارثية. من بين هؤلاء الـ 23، أدين 16 (أدين 15 بالمعاملة غير الأخلاقية، بينما أدين واحد منهم فقط بعضوية في وحدة شوتزشتافل)، وحُكم على 7 بالإعدام، وحُكم على 9 بالسجن من 10 سنوات إلى مدى الحياة، وتمت تبرئة 7.

## الولايات المتحدة الأمريكية
بعد صدور كود نورمبرغ سنة 1947، الدي يؤطر أخلاقيا الأبحاث على البشر، استمر الباحثون في أجراء تجارب غير أخلاقية في الولايات المتحدة، وذلك دون موافقة الأشخاص المعرضين للتجارب. تشمل هاته التجارب تعريض الأشخاص للإشعاعات النووية والمواد الكيماوية السامة أو ترك المرضى بدون علاج بحجة دراسة تطور المرض . العديد من هذه الاختبارات أجريت على الأشخاص ذوي الهشاشة كالأطفال، والمعوقين ذهنيا، والفقراء والأقليات العرقية والسجناء. وكانت هاته الأبحاث سرية وبتمويل عمومي من الحكومة الأمريكية في إطار التحالف بين العلماء الأميركيين، وشركات الأدوية، والجيش الأميركي. تم الضغط على الأطباء والعلماء في المؤسسات العلمية لإنتاج تطورات طبية للتنافس مع التهديدات المتصورة القادمة من الاتحاد السوفيتي. فتم تجنيد الأطفال كـ "متطوعين" لاختبار اللقاحات، وتعرضوا لصدمات كهربائية، وتم إجراء عمليات جراحية لهم في الفصوص. كما تم إطعامهم بالنظائر المشعة وتعريضهم لعوامل الحرب الكيميائية. ومن أشهر هاته التجارب :
- تجربة توسكيجي للزهري 1932 - 1972 [8][9][10]
- عملية رذاذ البحر عام 1950، رشت البحرية الأمريكية كميات كبيرة من البكتيريا السراتية الذابلة فوق مدينة سان فرانسيسكو من أجل إجراء محاكاة هجوم الحرب البيولوجية
- تجربة سجن ستانفورد في عام 1971، أجرى فيليب زيمباردو الطبيب النفسي بجامعة ستانفورد والتي تم فيها اختيار عشوائي لأربع وعشرين طالب ذكر وتكليفهم ليقوموا بأدوار السجناء والحراس في سجن وهمي، أساء الحراس (المتطوعون) السلطة للسجناء نفسيًا [11]

## اليابان
بدأت الأبحاث العلمية على البشر في اليابان في الحرب العالمية الثانية. استمرت لعدة سنوات بعد الحرب. أجرت الوحدة 731، وهي قسم تابع للجيش الإمبراطوري الياباني كان موقعها بالقرب من هاربين (في دولة مانشوكو الدمية في شمال شرق الصين)، تجارب على السجناء بإجراء عمليات تشريح عليهم وتقطيع أوصالهم وتلقيحهم بتطعيمات بكتيرية. تسببت في انتشار الأوبئة على نطاق واسع للغاية منذ عام 1932 فصاعدًا حتى الحرب الصينية اليابانية الثانية. كما أجرت اختبارات أسلحة بيولوجية وكيميائية على السجناء وأسرى الحرب المعتقلين. مع توسع الإمبراطورية في أثناء الحرب العالمية الثانية، أُنشئت وحدات مماثلة في المدن المحتلة مثل نانجينغ (الوحدة 1644)، وبكين (الوحدة 1855)، وغوانزو (الوحدة 8604) وسنغافورة (الوحدة 9420). بعد الحرب، أعطى القائد الأعلى للاحتلال دوغلاس ماكارثر حصانة باسم الولايات المتحدة لشيرو إيشي وجميع أعضاء الوحدات مقابل الحصول على جميع نتائج تجاربهم. منعت الولايات المتحدة السوفييت من الوصول إلى هذه المعلومات. حاكم السوفييت بعض أعضاء الوحدة 731 في أثناء محاكمات خاباروفسك لجرائم الحرب.